# Fedde Schurerpriis
De Fedde Schurerpriis was een debutantenprijs voor Friese schrijvers en dichters en is vernoemd naar de Friese dichter Fedde Schurer. Deze literatuurprijs bestond sinds 1984 en werd elke drie jaar ter beschikking gesteld door Gedeputeerde Staten van Friesland. De prijs bestond in 2002 uit een oorkonde en een bedrag van 2000 euro. In 2005 werd er voor de eerste keer ook een Fedde Schurerpublykspriis uitgereikt. De prijs werd altijd gelijk uitgereikt met de  dr Obe Postmaprijs.
De winnaar werd bepaald door Gedeputeerde Staten van Friesland, op voordracht van een vakjury. 
In 2012 is de prijs opgeheven en vanaf 2014 heeft de Douwe Tammingapriis de functie van debuutprijs overgenomen.

## Winnaars

### Fedde Schurerpriis
- 1984: Willem Verf: In delgeande tiid (verhalenbundel)
- 1987: Harmen Wind: Ut ein (dichtbundel)
- 1990: Jetske Bilker: Imitaasjelear (roman)
- 1993: Cornelis van der Wal: In nêst jonge magneten (dichtbundel)
- 1996: Wilco Berga: Hauk en hazze (roman)
- 1999: Eeltsje Hettinga: Akten fan winter (dichtbundel)
- 2002: Doeke Sijens: Sa'n tûzen blauwe skriften (biografie over Reinder Brolsma)
- 2005: Willem Schoorstra: Swarte ingels (roman)
- 2008: Jaap Krol: M/F (roman)
- 2012: Elske Kampen: Fan glês it brekken (dichtbundel)

### Fedde Schurerpublykspriis
- 2005: Ruurdtsje de Haan: Onaris (dichtbundel)
- 2008: Simon Oosting: Rauwe fisken op wynfearwolkens (dichtbundel)
- 2012: Elske Kampen: Fan glês it brekken (dichtbundel)